# نبرد فریگیدوس
نبرد فریگیدوس، نبردی بود که در سپتامبر سال ۳۹۴ میلادی بین دو امپراتوری روم شرقی به رهبری امپراتور تئودوسیوس اول، و روم غربی به رهبری یوگنیوس درگرفت. این نبرد یکی از آخرین تلاش‌های دین و فرهنگ پیشا مسیحی علیه مسیحی شدن امپراتوری روم محسوب می‌شود که با شکست مواجه شد.
در این نبرد امپراتور مسیحی روم شرقی، تئودوسیوس، بر ارتش یوگنیوس که تمایلات پاگانیستی داشت به پیروزی رسید تا برای آخرین بار تمام قلمرو امپراتوری روم تحت یک فرمانروای واحد قرار بگیرد. البته کسانی همچون آلن کامرون عقیده دارند که تمایلات پاگانیستی یوگنیوس و فرمانده لشکرس، آربوگاست، تنها توسط تئودوسیوس مطرح شد تا دلیل خوبی برای مقاصد سیاسی خود باشد.
این نبرد در نزدیکی دره ویپاوا، در اسلونی کنونی، بوقوع پیوست.